# Anežka Kuzmičová
Anežka Kuzmičová (* 31. ledna 1982 Praha) je česká vědkyně, která se zabývá čtením a čtenářstvím u dětí a dospělých.

## Život a činnost
V letech 2002–2007 vystudovala magisterský obor komparatistika a skandinavistika na Filozofické fakultě Univerzity Karlovy (FF UK). Pokračovala doktorským studiem literatury na Stockholmské univerzitě, kde v roce 2013 obdržela titul Ph.D., na stejné univerzitě posléze i pracovala jako vědecká pracovnice. Zabývala se čtením literárních textů z hlediska lidské představivosti, na pomezí kognitivní psychologie. Působila tam do roku 2019 celkem 12 let, z nichž poslední dva roky hostovala v Anglii. V období 2012–2019 byla podle švédské vládní analýzy nejcitovanějším humanitním vědcem ve Švédsku. Další zkušenosti nabrala na vědeckých pracovištích v Kanadě či Dánsku, absolvovala stáže na univerzitách v Aarhusu, Albertě, Kodani, Oslu či Uppsale a také na Akademii věd ČR.
V roce 2020 začala působit jako vědecká pracovnice a pedagožka v Ústavu českého jazyka a teorie komunikace FF UK. Ujala se vedení výzkumného týmu propojujícího FF UK a Fakultu sociálních věd UK (FSV UK) se zaměřením na čtení a čtenářství u dětí. V roce 2022 získala cenu Nadačního fondu Neuron pro nadějné vědce v oboru společenské vědy, a to za výzkum gramotnosti. V roce 2023 získala jako první zástupce společenských věd na Univerzitě Karlově ERC Starting Grant, a to na výzkum vztahu dětí k informačním textům a role čtení nonfikce v každodenním rozvoji jejich zájmů. Od roku 2024 působí v Institutu komunikačních studií a žurnalistiky FSV UK.  